# Dolní mlýn (Český Dub)
Dolní mlýn v Českém Dubu v okrese Liberec je vodní mlýn, který stojí na potoce Rašovka pod starým zámkem. K roku 1843 patřil do katastru Malý Dub. S areálem zámku je chráněn jako nemovitá kulturní památka České republiky.

## Historie
Mlýn je poprvé zmíněn v Urbáři českodubského panství z roku 1590, kde je uvedeno, že obyvatelé měli za povinnost „strouhu v zahradě pod zámkem, kteráž na mlýn běží, jednou v rok vycíditi“.
Až do roku 1927 se zde střídaly mlynářské rody, poté se jeho držitelem stala firma F. Schmitt  Wollwarenfabrik v Českém Dubu. Od prosince 1931 byl nájemcem mlýna obchodník Bohumil Jáč, který mlýn po krachu firmy Schmitt koupil. V letech 1931–1933 se sám vyučil mlynářskému řemeslu a v období 1936–1937 zde nechal instalovat spirální Francisovu turbínu od výrobce Jos. Prokop a synové, Pardubice.
V roce 1943 Němci mlýn zavřeli a do konce války nefungoval; do provozu byl znovu uveden v roce 1945.

## Popis
Voda na vodní kolo a později do kašny turbíny vedla dvěma náhony. Jeden z náhonů byl společný s Horním mlýnem č.p. 13; vodu přiváděl podél budovy pivovaru, pak pod úrovní podlahy špitálu a dál pokračoval za mlýn. Druhý náhon začínal na Ještědce nad jezem v zámeckém parku, obtekl zámeckou ostrožnu, podtekl kamenný most s cestou stoupající k dolní městské bráně a pokračoval ke mlýnu. Za tímto mostem se oba náhony spojovaly a voda pokračovala na vantroky. Od mlýna pak odtékala odpadním kanálem pod Husovou ulicí a směřovala přes zahradu domu č.p. 18/III do Ještědky.
Dochoval se pískovcový mlecí kámen a válcová stolice s jedním párem rýhovaných válců v litinové skříni.